# Michaił Batarow
Michaił Fiodorowicz Batarow (ros. Михаил Фёдорович Батаров, ur. 30 września 1919 we wsi Griszyno w obwodzie włodzimierskim, zm. 26 grudnia 1990 w Moskwie) – radziecki generał major lotnictwa, Bohater Związku Radzieckiego (1945).

## Życiorys
Urodził się w rodzinie chłopskiej. Skończył niepełną szkołę średnią, od 1936 mieszkał w Moskwie, pracował jako kotlarz i uczył się w aeroklubie. Od 1939 służył w Armii Czerwonej, w 1940 ukończył wojskową szkołę lotniczą w Borisoglebsku, od 1942 należał do WKP(b). Od grudnia 1942 uczestniczył w wojnie z Niemcami, walczył na Froncie Zakaukaskim, Północno-Kaukaskim, Południowym, 1 i 4 Ukraińskim. Brał udział w obronie Kaukazu, zajmowaniu Krymu, Ukrainy, Rumunii, Bułgarii, Jugosławii, Węgier i walkach na terenie Austrii. W składzie 611 pułku lotnictwa myśliwskiego był lotnikiem, dowódcą klucza i dowódcą eskadry, w styczniu 1945 walczył nad jeziorem Balaton. Wykonał 350 lotów bojowych i w ponad 70 walkach powietrznych strącił osobiście 18 samolotów wroga. Po wojnie nadal służył w armii, w 1957 ukończył kursy doskonalenia kadry dowódczej, w 1981 w stopniu generała majora lotnictwa zakończył służbę. Został pochowany na Cmentarzu Nikoło-Archangielskim pod Moskwą.

## Odznaczenia
- Złota Gwiazda Bohatera Związku Radzieckiego (18 sierpnia 1945)
- Order Lenina
- Order Czerwonego Sztandaru (dwukrotnie)
- Order Aleksandra Newskiego
- Order Wojny Ojczyźnianej I klasy (dwukrotnie)
- Order Czerwonej Gwiazdy I klasy (trzykrotnie)
- Order „Za służbę Ojczyźnie w Siłach Zbrojnych ZSRR” III klasy

i medale.